# Anders Bjørn Drachmann
Anders Bjørn Drachmann, meist nur A. B. Drachmann (* 27. Februar 1860 in Kopenhagen; † 22. August 1935 in Bagsværd) war ein dänischer klassischer Philologe.

## Leben
Der Sohn des Arztes Andreas Georg Drachmann und Halbbruder des Dichters Holger Drachmann studierte von 1877 bis 1884 in Kopenhagen und Deutschland klassische Philologie. 1887 scheiterte er bei der Bewerbung auf eine Professur in Christiania (Oslo) und war anschließend als Lehrer an Schulen in Kopenhagen tätig. 1891 wurde er zum Dr. phil. promoviert und ein Jahr später Dozent an der Universität Kopenhagen. 1905 wurde er dort außerordentlicher Professor für klassische Philologie, ab 1917 ordentlicher Professor.
1933 wurde Drachmann zum korrespondierenden Mitglied der Gesellschaft der Wissenschaften zu Göttingen gewählt. Die Académie royale des Sciences, des Lettres et des Beaux-Arts de Belgique nahm ihn 1934 als assoziiertes Mitglied auf.
Drachmann beschäftigte sich wissenschaftlich u. a. mit griechischer (Pindar) und römischer (Catull, Vergil) Dichtung. Daneben gab er auch die Werke des Philosophen Sören Kierkegaard heraus.
Für den Teubner-Verlag betreute er die Ausgabe der griechischen Lexikographen, für die u. a. die Hesych-Edition Kurt Lattes vorgesehen war. Drachmann beschäftigte sich in diesem Zusammenhang u. a. mit dem sog. Kyrill-Glossar.
Sein Sohn war der Althistoriker und Bibliothekar Aage Gerhardt Drachmann.

## Schriften (Auswahl)
- Catuls Digtning. 1887.
- Guderne hos Vergil. 1887.
- De recentiorum interpretatione Pindarica. 1891.
- Scholia vetera in Pindari carmina. 3 Bände. Teubner, Leipzig 1903–1927.
- Atheisme i det antike hedenskab Kopenhagen 1919. Englische Übersetzung: Atheism in pagan antiquity. Gyldendal, London u. a. 1922 (online).
- Sagunt und die Ebro-Grenze in den Verhandlungen zwischen Rom und Karthago 220–18. Høst & Søn, Kopenhagen 1920.
- Isaac Tzetzae De metris Pindaricis commentarius. Kopenhagen 1925.
- Die Überlieferung des Cyrillglossars. Levin & Munksgaard, Kopenhagen 1936.